# Вусач-булавоніг червононогий
Вуса́ч-булавоні́г червононо́гий (лат. Rhopalopus femoratus Linnaeus, 1758 = Callidium punctatum Fabricius, 1789 = Callidium femoratum Küster, 1845) — вид жуків з родини вусачів.

## Поширення
Хорологічно Rh. femoratus належить до південноєвропейської групи видів в складі європейського комплексу. Ареал охоплює заліснені території Європи. У Карпатах вид зустрічається в передгір'ях, де приурочений до листяних лісів, проте є дуже рідкісним і заслуговує охорони.

## Екологія
Квітів не відвідує, трапляється на стовбурах дерев та зрубах. Личинки заселяють гілки листяних дерев.

## Морфологія

### Імаго
Rh. femoratus — дуже близький до Rh. macropus як за розмірами, так і за морфологією. Відрізняється яскраво забарвленими в рудий колір стегнами ніг.

### Личинка
Личинки розвиваються в клені-яворі (Acer pseudoplatanus L.) та інших видах цього роду.

## Життєвий цикл
Розвиток триває протягом двох років.